# Aleuron paraguayana
Aleuron paraguayana är en fjärilsart som beskrevs av Clark 1931. Aleuron paraguayana ingår i släktet Aleuron och familjen svärmare. Inga underarter finns listade i Catalogue of Life.